# Max Ringlstetter

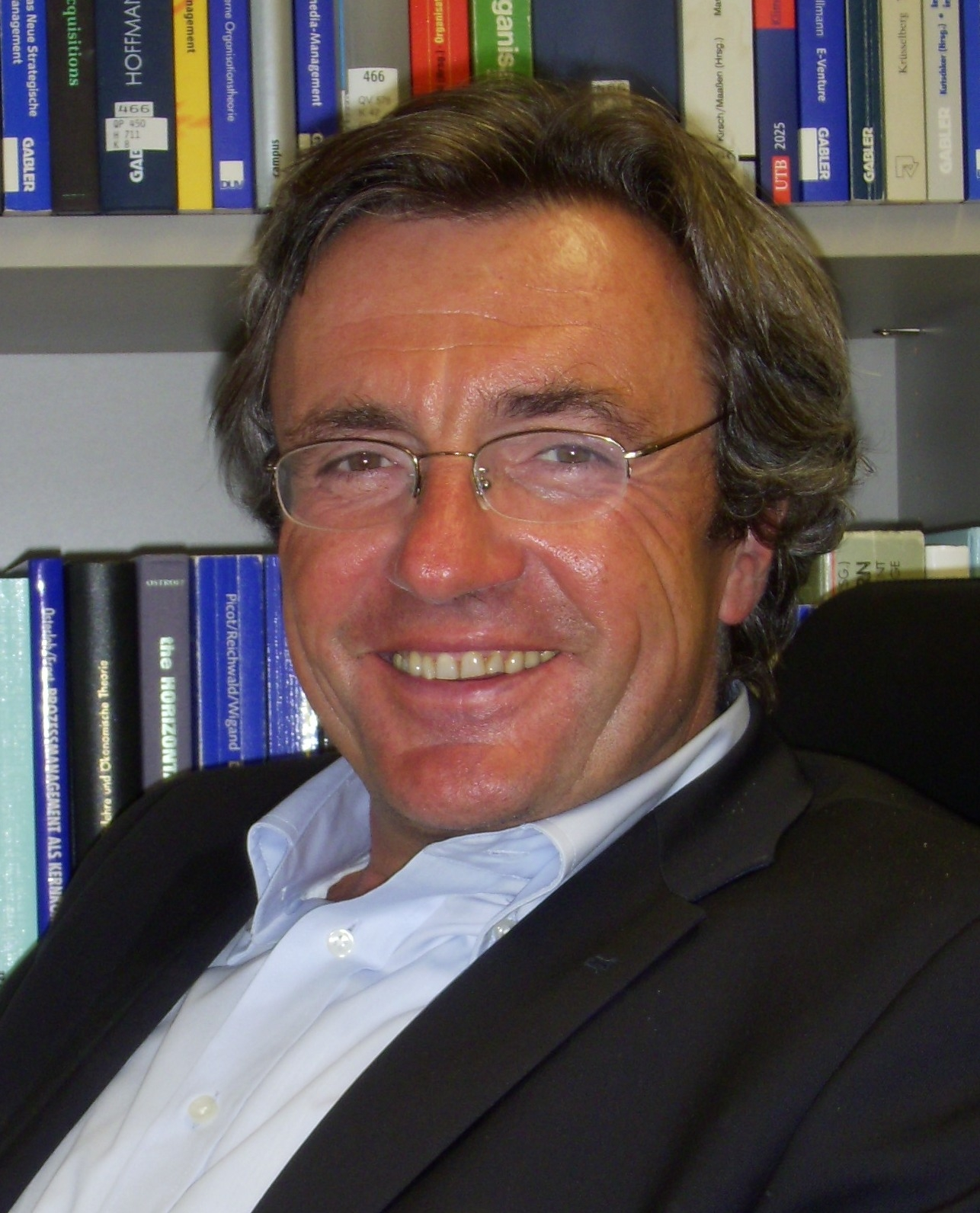
Max Ringlstetter (2007)

Max Josef Ringlstetter (* 1959 in München) ist ein deutscher Betriebswirtschaftler und Hochschullehrer. Er ist Inhaber des Lehrstuhls für Allgemeine Betriebswirtschaftslehre, Organisation und Personal an der Wirtschaftswissenschaftlichen Fakultät der Katholischen Universität Eichstätt-Ingolstadt.

## Leben
Nach dem Abitur in München 1978 studierte Max Ringlstetter Betriebswirtschaftslehre an der Ludwig-Maximilians-Universität München und schloss das Studium 1985 als Diplom-Kaufmann ab. Erste Erfahrung sammelte er nach seinem Abschluss bei McKinsey. Von 1985 bis 1993 war er außerdem in der Beratung von Werner Kirsch tätig. Von 1985 bis 1993 war er zunächst Wissenschaftlicher Mitarbeiter und später Wissenschaftlicher Assistent am Institut für Organisation unter der Leitung von Werner Kirsch. An diesem Institut wurde er 1987 zum Dr. rer. pol. promoviert. Im Jahr 1993 habilitierte er sich am Seminar für Strategische Unternehmensführung.
Seit 1993 ist Ringlstetter Inhaber des Lehrstuhls für Allgemeine Betriebswirtschaftslehre, Organisation und Personal an der Wirtschaftswissenschaftlichen Fakultät (WFI – Ingolstadt School of Management) der Katholischen Universität Eichstätt-Ingolstadt. Seit seiner Gründung im Jahr 2018 ist er wissenschaftlicher Leiter des Instituts für Digitales Management in München, einer Unternehmensberatung in den Bereichen Organisationsentwicklung, Digitalisierung, Data Analytics und HR-Entwicklung.
Ringlstetter ist Autor von Lehrbüchern und wissenschaftlichen Publikationen zu Organisationstheorie, Strategisches Management, Professional Service Firms, und Positivem Management. Die Kompetenzen des Lehrstuhls gliedern sich in die Kompetenzfelder Konzernentwicklung und Organisation, Humanressourcen-Management, Management und Strategien der Medienbranche, Management und Strategien von Professional Service Firms, Management und Strategien von Handelsunternehmen sowie Automobilmanagement. Hierzu betreute er eine Vielzahl von Dissertationen.
Seit dem Jahr 1980 ist er aktives Mitglied der katholischen Studentenverbindung KDStV Rheno-Franconia München. Darüber hinaus pflegt er langjährige Mitgliedschaften im Münchener Herrenclub e.V. sowie im Bayerischen Yacht-Club e.V. Er ist außerdem Vater von vier Kindern.

## Kompetenzfelder
Max Ringlstetter sieht eine seiner wesentlichen Aufgaben in der Entwicklung wissenschaftlich fundierter Lösungskonzepte für die Führungspraxis in Organisationen. Er unterscheidet zwischen zwei funktionalen (Organisation, Strategie und Konzernentwicklung sowie Humanressourcen-Management) und vier branchenbezogenen Forschungsschwerpunkten (Management und Strategien von Professional Service Firms, Medien-, Handels- und Automotive-Unternehmen).

### Dissertationen
Zu seinen Kompetenzfeldern betreute er eine Vielzahl von Dissertationen. Einen Auszug der Alumni folgt nachstehend.
| 1996 | Michael Deeken, Michèle Morner |
| 1997 | Axel Kniehl |
| 1998 | Bernhard Steidl, Frank Stetter |
| 1999 | Janett Gauger, Alexandra Hein |
| 2000 | Christian Backmann, Ralf Wagner |
| 2001 | Arndt Brandenberg, Markus Höllmüller, Stephan Kaiser, Niclas Krauss                                                                     |
| 2002 | Jochen Oelert, Anke Brack |
| 2004 | Bernhard Resch |
| 2005 | Michael Schuster, Daniel Ebert, Yasmin Fargel, Bernd Bürger                                                                             |
| 2006 | Arnd Pölert, Andreas Spiegel |
| 2007 | Gordon Müller-Seitz, Thomas Salditt |
| 2009 | Johannes Fues, Philipp Bode, Alexander Reichhuber                                                                                       |
| 2010 | Tim Kampe, Susanne Knittel, Sebastian O. Schömann                                                                                       |
| 2011 | Christian Gebhardt, Simone Kansy, Oliver Kohmann, Timo C. Würz, Thomas Johann, Martin Stolz, Tilo Polster, Johannes Dölle, Lars Lammers |
| 2012 | Gorazd Ocvirk, Anna K. Hildisch |
| 2013 | Johann-Georg Schumm, Benjamin Klein, Simon Woll, Sebastian Rauber                                                                       |
| 2014 | Björn Schäfer |
| 2015 | Dragan Djuric, Thomas Schäfer, Amira Gazawi-Triebke, Heike Wimmer                                                                       |
| 2016 | Juliane Kellner, Maximilian Gehring, Christian Haas                                                                                     |
| 2018 | Moritz Weltgen, Anne-Kathrin Müller, Timur Erim, Mario Neuhaus, Laura Schneider                                                         |
| 2019 | Anne-Sophie Brillinger, Lisa von der Heydte, Robert Eirich                                                                              |
| 2020 | Kathrin Pfeifle, Florian Chitic, Carl-Philipp Barth, Vinzenz Krause, Paul Goldmann, Marius Schramböhmer                                 |
| 2022 | Nepomuk Kessler |
| 2023 | Kolja Zakrzewski |

## Publikationen

### Monographien
- Auf dem Weg zu einem evolutionären Management. Konvergierende Tendenzen in der deutschsprachigen Führungs- und Managementlehre. München 1988.
- Konzernentwicklung. Rahmenkonzepte zu Strategien, Strukturen und Systemen. München 1995.
- Organisation von Unternehmen und Unternehmensverbindungen. Einführung in die Gestaltung der Organisationsstruktur. München, Wien 1997.
- mit S. Kaiser: Humanressourcen-Management. München 2008.
- mit B. Klein: Konzernmanagement. Strategien und Strukturen. Stuttgart 2010.
- mit S. Kaiser, D. Eikhof und M. Cunha: Creating Balance?! International Perspectives on the Work-Life Integration of Professionals. Berlin 2010.
- mit S. Kaiser: Strategic Management pf Professional Service Firms. Theory and practice. Berlin 2010.

### Herausgeberschaften
- mit A. Vizjak: Medienmanagement. Trends, Business-Modelle, Erfolgsfaktoren. Wiesbaden 2001.
- Clicks in E-Business. Perspektiven von Start-Ups und etablierten Konzernen. München, Wien 2001.
- mit H. Henzler und M. Mirow: Perspektiven der Strategischen Unternehmensführung. Theorien, Konzepte, Anwendungen. Werner Kirsch zum 65. Geburtstag. Wiesbaden 2003.
- mit A. Vizjak: Media Management. Leveraging Content for Profitable Growth. Berlin, Heidelberg 2003.
- mit B. Bürger und S. Kaiser: Strategien und Management für Professional Service Firms. Weinheim 2004.
- mit F. Kröger und A. Vizjak: Wachsen in Nischen. 9 Strategien in der globalen Konsolidierung. Weinheim 2006.
- mit S. Kaiser und G. Müller-Seitz: Positives Management. Zentrale Konzepte und Ideen des Positive Organizational Scholarship. Wiesbaden 2006.
- mit K. Dölken, K. Homann, O. Werner und B. Wolff: Ad omne opus bonum paratus… Ethische Grundlagen und dynamische Ansätze zur Gestaltung einer modernen Gesellschaft. Magdeburg 2008.
- mit S. Kaiser: Work-Life Balance: Erfolgsversprechende  Konzepte und Instrumente für Extremjobber. Berlin 2010.

### Beiträge in referierten Zeitschriften
- mit K. Obring: Strategisches Beteiligungscontrolling im Konzern. In: Zeitschrift für Betriebswirtschaft. 62, 1992, S. 1303–1323.
- mit D. Knyphausen: Ansatzpunkte zur Beschreibung und Veränderung von Wettbewerbsstrukturen. In: Zeitschrift für Planung. Heft 2, o. Jg. (1992), S. 125–144.
- mit P. Skrobarczyk: Die Entwicklung internationaler Strategien. In: Zeitschrift für Betriebswirtschaft. 64, 1994, S. 333–357.
- Praxisorientiertes Projektstudium. Konzepte und Erfahrungen. In: Zeitschrift für Betriebswirtschaft. Sonderheft, 1994, S. 195–206.
- mit A. Kniehl: Professionalisierung als Leitidee eines Humanressourcen-Managements. In: H. Wächter, T. Metz (Hrsg.): Professionalisierte Personalarbeit? Perspektiven der Professionalisierung des Personalwesens. Sonderband der Zeitschrift für Personalforschung. München, Mering 1995, S. 139–161.
- mit M. Schuster: Organisatorischer Wandel als betriebswirtschaftliches Forschungsfeld. In: Die Betriebswirtschaft. 61, 2001, S. 349–369.
- mit S. Kaiser und G. Müller-Seitz: Der Beitrag eines flexibilitätsorientierten Humanressourcen-Managements in Unternehmenskrisen: Eine kritische Betrachtung. In: Zeitschrift für Personalforschung. 19/3, 2005, S. 252–272.
- mit S. Kaiser, P. Bode und T. Salditt: Die Krise in der Musikindustrie – Handlungsoptionen für eine Rückkehr zum profitablen Geschäft. In: Medien Wirtschaft. 2(3), 2005, S. 106–115.
- mit S. Kaiser und G. Müller-Seitz: Der Einfluss der Kundenzufriedenheit auf die Mitarbeiterzufriedenheit bei Professional Service Firms. In: Zeitschrift für Management. 1(4), 2006, S. 308–342.
- mit T. Kampe: Rezension zu Joachim Hasebrook: Kompetenzkapital. Verbindungen zwischen Kompetenzbilanzen und Humankapital. In: Zeitschrift für Personalforschung. 21(3), 2007, S. 322–323.
- mit S. Kaiser und M. Stolz: Weiches thema in einer harten Branche. In: Personalwirtschaft. Magazin für Human Resources. Heft 12, 2008, S. 57–59.
- mit S. Kaiser, C. Reindl und M. Stolz: Die Wirkung von Work-Life Balance Initiativen auf das Mitarbeitercommitment. Eine empirische Untersuchung in der Unternehmensberatungsbranche. In: Zeitschrift für Personalforschung. Band 24, Heft 3, 2010, S. 231–265.
- mit G. Müller-Seitz, S. Kansy und S. Kaiser: The motivation of bloggers for organisational knowledge sharing and creation: a comparative case study to identify contingency factors influencing motivation. In: International Journal of Knowledge Management Studies. Band 4, Heft 1, 2010, S. 80–108.